# Урсул, Алексей Иванович
 Алексей Иванович Урсул  (1858, Воронежская губерния — 1910, Санкт-Петербург) — участник русско-турецкой войны, статский советник, депутат 3-й Государственной думы Российской империи от Воронежской губернии.

## Биография
Родился в Воронежской губернии  12 февраля 1858. Его отец подполковник Иван Яковлевич Урсул был почетным мировым судьей с 1872 года, награждён орденом Святой Анны за участие в Русско-турецкой войне 1853−56 годов. Алексей Иванович Урсул получил образование в Михайловской Воронежской военной гимназии и в Николаевском кавалерийском училище в Санкт-Петербурге, которое он окончил в 1878 году и в чине офицера был выпущен в лейб-гвардейский драгунский полк. В составе этого полка принял участие в русско-турецкой войне.
В 1883 году он был избран непременным членом Богучарского уездного по крестьянским делам присутствия. В 1895—1902 председатель Богучарской уездной земской управы. В 1902—1908 был председателем губернской земской управы, старейшим губернским гласным.  Председатель Воронежского отдела Союза 17 октября. В третьей государственной думе вошел во фракцию октябристов. Член комиссий: по государственной обороне, по местному самоуправлению, об изменении законодательства о крестьянах. Докладчик Комиссии по государственной обороне.
Скончался 6 (19) марта 1910 года в Санкт-Петербурге, погребён в ограде Богородицкой церкви, Старо-Меловатской волости, Богучарского уезда, Воронежской губернии. На его депутатское место был избран октябрист Н. И. Шидловский.